# Richard Tschammer
Richard Tschammer (* 6. Januar 1860 in Gera; † 11. Dezember 1929 in Leipzig) war ein deutscher Architekt.
Tschammer betrieb gemeinsam mit dem Architekten Georg Weidenbach in Leipzig das Architekturbüro „Weidenbach und Tschammer“. Wie auch Weidenbach bekam er den Ehrentitel Baurat verliehen. 1916 trennte er sich von Weidenbach und arbeitete seit 1920 mit Arno Caroli zusammen.
Am 19. November 1998 wurde die Benennung einer neu entstehenden Straße im Bebauungsgebiet „Crottendorfer Plan“ im Leipziger Stadtteil Anger-Crottendorf in Tschammerstraße beschlossen. Diese Straße wurde aber (Stand 2018) nicht gebaut.

## Bauten (Auswahl)
bis 1916 (gemeinsam mit Georg Weidenbach)
- 1891–1893: Andreaskirche in Leipzig
- 1899–1903: Friedrich-Ludwig-Jahn-Ehrenhalle in Freyburg[3]
- 1896–1899: Reformierte Kirche in Leipzig, Tröndlinring
- 1903: Superintendentur an der Thomaskirche in Leipzig, Thomaskirchhof 18
- 1903–1905: Comenius-Bücherei in Leipzig, Schenkendorfstraße 34
- 1908–1909: Messehaus Handelshof in Leipzig, Grimmaische Straße 1–7
- 1911–1913: Verwaltungsgebäude der Leipziger Feuerversicherungsanstalt in Leipzig
- 1913: Russische Gedächtniskirche in Leipzig
- 1913: Bauten der „Internationalen Baufachausstellung Leipzig 1913“
- 1913: Teile der Gartenvorstadt Marienbrunn in Leipzig
- Kinderschutzhaus in Eutritzsch
- Umbau des Rathauses in Zeitz
- Arnoldstift in Greiz
- Lukaskirche in Dresden

ab 1920 (gemeinsam mit Arno Caroli)
- mehrere Bankumbauten
- (städtische) Chemische Untersuchungsanstalt in Leipzig